# هیزلتون، بریتیش کلمبیا
هیزلتون، بریتیش کلمبیا (به انگلیسی: Hazelton, British Columbia) یک منطقهٔ مسکونی در کانادا است که در منطقه کیتمت-استیکین واقع شده‌است. هیزلتون ۲٫۸۰ کیلومتر مربع مساحت و ۲۷۰ نفر جمعیت دارد و ۳۰۵ متر بالاتر از سطح دریا واقع شده‌است.